# Tagesschau.de
tagesschau.de est le portail central d'informations d'ARD. Alors que le site web, lancé en août 1996, fournissait des informations générales sur les programmes télévisés d'ARD-aktuell (en) - tels que Tagesschau et Tagesthemen - il doit désormais être considéré comme un service de télémédia indépendant et fait concurrence à des sites tels que Spiegel Online et faz.net. Plus de 20 conseillers de rédaction sont responsables du contenu, tandis que Juliane Leopold en est la rédactrice en chef depuis juillet 2018.